# Dood van Sanda Dia

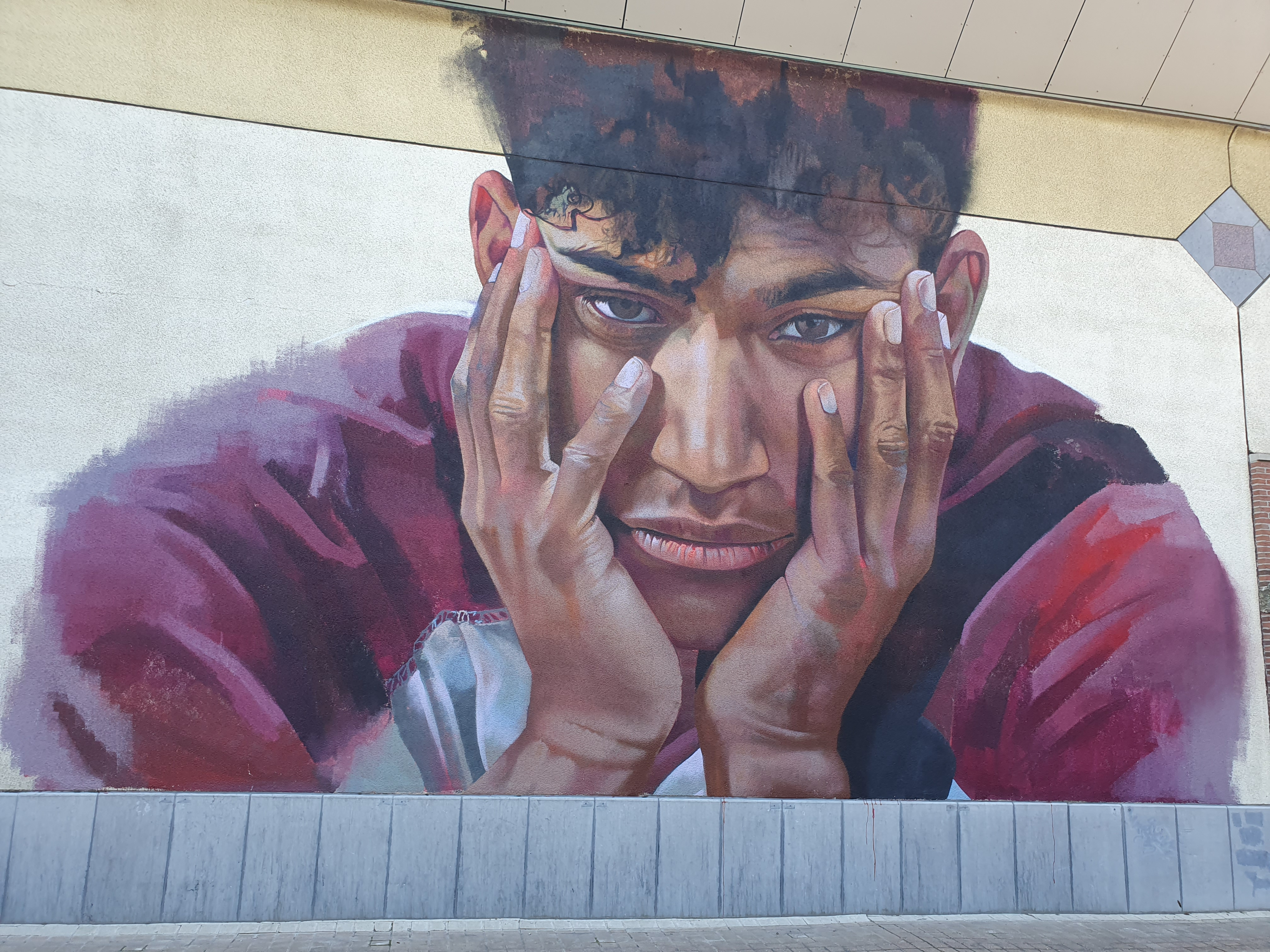
Muurschildering van Sanda Dia in Leuven (2023)

In 2018 kwam de 20-jarige student Sanda Dia om het leven als gevolg van fysieke mishandeling tijdens een dertig uur durende studentendoop van de Leuvense studentenclub Reuzegom. Achttien leden van de studentenclub werden hiervoor door de rechtbank veroordeeld tot werkstraffen variërend van tweehonderd tot driehonderd uur en geldboetes tot vierhonderd euro, hetgeen hun geen strafblad opleverde. De zaak en de door de rechtbank opgelegde straffen leidden in België tot brede maatschappelijke verontwaardiging.

## Voorgeschiedenis
Sanda Dia, zoon van een Senegalese vader en een Belgische moeder, was derdejaars student aan de KU Leuven, toen hij zich wilde aansluiten bij studentenclub Reuzegom. De club stond erom bekend voornamelijk te bestaan uit blanke jongens uit de Antwerpse elite, waarvan de oud-leden belangrijke posities in de maatschappij bekleedden. Door zich bij de club aan te sluiten, hoopte hij een netwerk te treffen dat hem zou helpen in zijn carrière.
De jaarlijkse werving van aspirant-leden begon op 24 september 2018. Een tiental potentiële nieuwelingen ("schachten") werd onderworpen aan onder meer het drinken van een grote hoeveelheid alcohol en een kruisverhoor. Drie van hen haakten na die avond af, een van hen hield een oogbeschadiging en een gebroken neus aan de avond over.

## De feiten

### De doop
Voorafgaand aan het lidmaatschap moest Dia, samen met twee andere nieuwelingen, een doopritueel ondergaan. Het zou plaatsvinden op dinsdag 4 en woensdag 5 december 2018.
De drie kandidaat-leden moesten dinsdagochtend 4 december in Leuven rozen verkopen. Als dit niet lukte, moesten ze een vieze brij slikken of alcohol drinken. Dia kreeg geen enkele roos verkocht. Die dinsdagavond vindt er nog een cantus plaats, waar het drietal opnieuw werd verplicht grote hoeveelheden alcohol te drinken. Als Dia naar zijn kot wordt gebracht, is hij nog nauwelijks bij bewustzijn.
Wanneer ze woensdagochtend 5 december vanuit Leuven naar Vorselaar vertrekken, kan Dia niet zelfstandig stappen. Een professor die hen toevallig zag maakte zich ernstig zorgen, waarop haar werd verzekerd dat de doop afgerond was.
De ontberingen gaan echter nog verder op een groepsverblijf in Vorselaar, waar een groot deel van de clubleden bij aanwezig was. De nieuwelingen kregen als opdracht een kuil te graven, waar ze in moesten staan. In de kuil, gevuld met ijskoud water, werd het drietal doorlopend nat gehouden, onder andere door over hen heen te plassen. Ten opzichte van de beide andere schachten zou Dia gedurende de hele doop steviger aangepakt zijn, aanvankelijk omdat hij op de eerste ontgroeningsdag de minste rozen zou hebben verkocht.
Een van de opdrachten betrof het doorslikken van een levende goudvis, waarna deze - onder invloed van het drinken van zeer veel visolie / vissaus - weer uitgebraakt moest worden. Bij Dia lukte het braken niet, waardoor hij de opdracht met een tweede goudvis opnieuw moest proberen. Daarnaast moesten de schachten onder meer een levend vermalen muis opeten, en werd hen het drinken van water door alle aanwezige clubleden geweigerd.
Dia raakte uiteindelijk bewusteloos, maar werd aanvankelijk niet geholpen. Hij werd volgens het arrest om 20.17 uur uit de put gehaald door de twee andere schachten. De gemiddelde temperatuur op 5 december 2018 bedroeg 5,8°C (weerstation Kempen). Onder druk van een student medicijnen werd hij alsnog naar het ziekenhuis gebracht. Vanuit de auto werden om 20.57 uur de hulpdiensten (112) gebeld.

### Overlijden
Dia werd op 5 december 2018 om 21.15 uur in het AZ Sint-Jozef te Malle opgenomen. Bij aankomst bedroeg zijn lichaamstemperatuur 27,2 °C, bloedde hij uit neus en mond, en had hij een extreem hoog zoutgehalte in zijn bloed. Om 22:09 uur werd hij binnengebracht in het UZA. Twee dagen later, op vrijdag 7 december overleed Dia aan meervoudig orgaanfalen. Het zout van de vissaus veroorzaakte grote, onomkeerbare schade door vochtonttrekking uit de hersenen. Een extreme overdosis aan zout (0,5 g per kg lichaamsgewicht) is dodelijk. De hoeveelheid zout in Sanda's lichaam kan volgens experts vergeleken worden met iemand die 4 liter zeewater drinkt. Volgens de wetsdokter Werner Jacobs had hij ook kneuzingen waarvan een heel aantal duidde op het gebruik van "stomp geweld".
De twee andere schachten die ook de doop ondergingen, konden na een behandeling in het ziekenhuis weer naar huis.
Tijdens Dia's verblijf in het ziekenhuis ruimden de leden van Reuzegom in enkele uren onder meer het domein in Vorselaar op, waar de mishandeling had plaatsgevonden. Bij aankomst van de hoofdinspecteur van de politie om vier uur 's ochtends bleken het domein en de blokhut volledig schoongemaakt. De put met ijswater waarin Dia had gelegen voor hij bezweek was dichtgemaakt. De leden zouden ook gepoogd hebben hun digitale sporen te wissen, maar konden niet verhinderen dat een aantal foto's en video's rondom Dia's ontgroening werden teruggevonden. Het ging onder andere om beelden van Dia die roerloos op de grond ligt, een Reuzegom-lid dat zich ontlast op iemand in de put met ijswater, en de clubleden die - bij een eerder evenement - een allochtone dakloze toezingen met 'Handjes kappen, de Congo is van ons' (een verwijzing naar de wandaden in Congo-Vrijstaat).

### Ontbinding Reuzegom
De studentenclub werd als gevolg van het overlijden van Dia en de negatieve aandacht daarvoor op 11 december 2018 ontbonden.

## Identiteit van de daders
Hoewel de namen van verschillende Reuzegomleden na de fatale nacht in 2018 hier en daar circuleerden op het internet, werden ze door de reguliere media lange tijd niet gepubliceerd, Op 6 augustus 2020 werden op een internetforum de persoonlijke gegevens van achttien ex-Reuzegommers bekendgemaakt, een geval van doxing. Op het forum bevonden zich onder meer hun volledige naam, schachtennaam, telefoonnummer, e-mailadres en de namen van hun ouders. De voornamen en initialen van de familienamen werden in diezelfde periode gepubliceerd in traditionele media zoals de krant De Morgen. Het satirisch magazine 't Scheldt publiceerde op 17 maart 2023 online een artikel waarin de volledige namen van de Reuzegommers te lezen waren. Op eenzijdig verzoek van L.L., alias Strontvlieg, besliste de rechtbank van Antwerpen dat het artikel offline gehaald moest worden, anders zou de redactie een dwangsom van 10.000 euro per dag moeten betalen.
De Vlaamse nieuwsdienst VRT NWS liet weten dat zij de namen van de betrokken daders bewust niet publiceerden: “(..) het Hof heeft geoordeeld dat de Reuzegommers de dood niet wilden, dat ze dit niet opzettelijk deden, en dat er sprake is van schuldinzicht. En in die omstandigheden vinden wij het als VRT NWS niet nodig om hun identiteit kenbaar te maken.”
In het Graffitistraatje van Gent werd begin juni 2023 meerdere keren opnieuw de lijst van achttien namen op de muren geschilderd, en evenzo snel weer overgeschilderd.

### Acid
Op 31 mei 2023, enkele dagen nadat de gerechtelijke straffen voor de hoofdpersonen van de fatale ontgroening werden vastgesteld, onthulde de Belgische youtuber Acid op zijn kanaal persoonlijke details van vier Reuzegommers, waaronder ook veroordeelden. YouTube haalde de video enkele uren later offline en schorste Acid voor een week. Een door Acid vernoemd, gewezen lid van de studentenclub, dat niet terechtstond op het Sanda Dia-proces, dagvaardde hem rechtstreeks bij de correctionele rechtbank voor elektronische belaging, laster en eerroof en inbreuken op de wet rond het online delen van persoonsgegevens. In februari 2024 werd Acid veroordeeld voor elektronische belaging; voor de andere tenlasteleggingen ging hij vrijuit. Er werd een boete en een schadevergoeding opgelegd, met daarnaast een voorwaardelijke celstraf van drie maanden. Hij kwam in aanmerking voor een werkstraf, maar weigerde dit, omdat dat dit naar zijn zeggen iets "voor Reuzegommers" is. Doordat de rechter vervolgens koos voor een celstraf, komt de veroordeling op het strafblad van Acid. Hij vond dat hij daarmee zwaarder werd gestraft dan de Reuzegommers.

## Tuchtsancties
Kort na de fatale doop was de KU Leuven aanvankelijk van plan om de bij de doop aanwezige leden te schorsen. De schorsing werd in 2019 evenwel vervangen door een werkstraf (taakstraf) van dertig uur, een groepsgesprek en het schrijven van een paper rond doopcultuur, opgelegd door gewezen vicerector Chantal Van Audenhove. De rector van de KU Leuven, prof. Luc Sels, reageerde op kritiek dat de straffen te laks zouden zijn met de woorden: "Dit is geen laksheid". Hij wees er ook op dat op het moment van de straf nog niet alle feiten bekend waren.
Na kennisname van nieuwe elementen dankzij inzage van het strafdossier legden de tuchtcommissies van de KU Leuven eind 2020 nieuwe, zwaardere straffen op aan de zeven betrokken studenten die er nog waren ingeschreven. De toenmalige bestuursleden van Reuzegom waren ondertussen afgestudeerd. Volgens de advocaten van de zeven Reuzegommers ging het over schorsingen van een tot meerdere jaren, waartegen ze beroep instelden. In beroep besloot het Gemeenschappelijk Bureau tot wegsturingen van meerdere jaren tot definitief.
Ook de universiteiten van Antwerpen (UA) en Brussel (VUB) voerden een interne tuchtprocedure tegen studenten die bij de doop aanwezig waren. De Reuzegomstudent van de VUB kreeg begin 2021, in afwachting van een disciplinaire eindbeslissing, verbod om de VUB-campus te betreden. Hij kon wel nog verder studeren.

## Strafrechtelijke veroordeling
Het strafrechtelijk onderzoek werd afgerond in juli 2020. Het Openbaar Ministerie van Limburg (Belgische provincie) kondigde aan dat het op 4 september 2020 voor de raadkamer de doorverwijzing van achttien bestuursleden van de club, die samen leiding gaven aan de mishandeling, naar de strafrechter zou eisen. Ze zouden moeten terechtstaan voor opzettelijke toediening van schadelijke stoffen, onopzettelijke doding, onterende behandeling en schuldig verzuim. Omdat onder de betrokkenen de zoon van een Antwerpse rechter was, kon de zaak niet in Antwerpen behandeld worden. De strafzaak behandelen in buurprovincie Limburg zou dan belangenverstrengeling vermijden.
Op 4 september 2020 werd de beslissing of de betrokkenen voor de rechter moeten verschijnen voor onbepaalde tijd uitgesteld.
Op 2 oktober 2020 kondigde het parket van Limburg aan dat bijkomend onderzoek zou worden uitgevoerd worden met betrekking tot de dood van Dia.
Op 5 augustus 2021 besliste de raadkamer van Hasselt om achttien leden door te verwijzen naar de rechtbank voor onopzettelijke doding, het opzettelijk toedienen van schadelijke stoffen met de dood tot gevolg, onterende behandeling en schuldig verzuim.
Op 12 oktober 2021 vond de eerste inhoudelijke zitting plaats in de rechtbank van Hasselt. Vier van de achttien Reuzegommers waren aanwezig. Er hing hen een maximale gevangenisstraf van vijftien jaar boven het hoofd. Het proces werd echter stilgelegd en uitgesteld; er werd door de familie en openbaar ministerie beroep aangetekend.
Van 13 tot 20 maart 2023 vond het uiteindelijke proces plaats voor het Hof van Beroep in Antwerpen. De twee andere schachten, de Universiteit Antwerpen en dierenrechtenorganisatie Gaia stelden zich ook partij in het proces. Door het Openbaar Ministerie werd tegen A.G. (de "schachtentemmer") vijftig maanden cel geëist, tegen J.J. (de praeses) veertig maanden, en tegen de overige verdachten achttien, 24 en dertig maanden cel. Daarnaast werden geldboetes van 4000 tot 8000 euro geëist, evenals ontzetting uit de rechten. Voor elf van de achttien beklaagden werd door hun advocaten vrijspraak gevraagd. De andere zeven bekenden gedeeltelijk schuld.
In het arrest van 26 mei 2023 werden de achttien Reuzegommers veroordeeld tot werkstraffen variërend van 200 tot 300 uur en boetes van 400 euro. De praeses J.J. en de schachtentemmer A.G. kregen de hoogste straf van 300 uur werkstraf wegens hun hoge verantwoordelijkheid bij de doop. Een derde Reuzegommer kreeg diezelfde straf wegens zijn zwaar wangedrag als doper. Twee Reuzegommers kregen de lichtste straf van 200 uur werkstraf omdat de ene enkel aan de tweede doopdag op een later uur deelnam en de andere had doorgedrukt om Sanda Dia naar het ziekenhuis te voeren. De resterende dertien Reuzegommers kregen 225 of 250 uur werkstraf.
De Reuzegommers werden vrijgesproken van schuldig verzuim en het toedienen van schadelijke stoffen. Voor het uitvoeren van onterende behandeling, onopzettelijke doding en inbreuken op de dierenwelzijnswet werden zij schuldig bevonden. Het arrest houdt mee in dat deze straffen niet op het uittreksel van het strafregister komen, een document dat door sommige werkgevers wordt gevraagd.
Noch de achttien veroordeelden, noch het Openbaar Ministerie, noch Sanda Dia's familie hebben cassatieberoep aangetekend tegen het arrest.
De kleren van Sanda Dia werden al in 2020 vernietigd zonder medeweten van zijn familie. 

## Reacties en vervolg

### Nabestaanden
Ousmane Dia, de vader van Sanda, die vooraf had aangegeven niet uit te zijn op gevangenisstraffen, was van oordeel dat er door het arrest van het hof van beroep geen recht was geschied. Hij betreurde vooral dat het proces niet duidelijk had gemaakt wat er in de laatste uren van de ontgroening met zijn zoon was gebeurd. Hij verweet de veroordeelden het wissen van de sporen en "als een graf" te zwijgen. Verder uitte hij zijn ongenoegen over de volgens hem lakse houding van de KU Leuven, die dit naar zijn zeggen had toegelaten, en het gerecht, dat geen reconstructie of confrontatie organiseerde. Ousmane sprak van klassenjustitie.
Halfbroer Seydou De Vel noemde het heel pijnlijk nog steeds niet precies te weten wat er tijdens de ontgroening met Sanda was gebeurd. Ook bekritiseerde hij dat tijdens het proces niet duidelijk was geworden wie de uiteindelijk dodelijke dosis visolie had toegediend en wie tegen de tussenkomende dokter had gezegd dat de ontgroening zo goed als gedaan was, terwijl dat niet zo was.

### Andere
In juli 2020 werd een reconstructie van de studentendoop in 2018 gepubliceerd, die verontwaardiging losmaakte in de Belgische media.
The New York Times situeert de Reuzegomaffaire in het kader van grotere problemen in België met racisme en extreemrechts.
Op 27 mei 2023 vonden er "stille" betogingen plaats op de Antwerpse Groenplaats en het Leuvense Ladeuzeplein. De aanwezigen protesteerden daarmee tegen de in hun ogen te milde gerechtelijke vonnissen van een dag eerder. Er werd veelvuldig verwezen naar klassenjustitie. Op 4 juni 2023 volgden betogingen in Gent, Brussel en Brugge.

## Nagedachtenis
In 2022 bracht de straatkunstenaar Case Maclaim een muurschildering aan op de Aula Pieter De Somer om de dood van Sanda Dia te gedenken.
Op de wei van Rock Werchter staat sinds 2014 het kunstproject North West Walls, een containerconstructie waarbij graffitikunstenaars worden uitgenodigd een mural op de containerwanden te plaatsen. In mei 2022 maakte Matthias Schoenaerts er een graffitikunstwerk gebaseerd op een foto van Sanda Dia. Hij noemde het kunstwerk ZWART OP WIT. #justiceforsanda.